# Trem ligeiro de Essen
O trem ligeiro de Essen é um sistema de trem ligeiro que serve a cidade alemã de Essen.